# Arthur Tansley
Arthur Tansley (n. 15 august 1871, Londra - d. 25 noiembrie 1955) a fost un botanist și ecolog britanic, cel care a introdus conceptul și noțiunea de ecosistem.

## Biografie
Tansley a fost un pioner în domeniul ecologiei plantelor. Astfel, în 1911 el a publicat lucrarea Types of British Vegetation, în care el prezenta harta distribuirii florei pe insulele britanice. El a fondat jurnalul Noul fitolog în 1902, rămânând redactorul său până în 1931. El a fondat Societatea Ecologică Britanică în 1913. Din 1927 până în 1939 a fost profesor de botanică la Oxford. În lucrarea sa The British Isles and their Vegetation el a demonstrat că vegetația poate fi afectată de sol, temperatură și de activitatea antropică. El a propus termenul de ecosistem în 1935 și ecotop în 1939.

## Literatură
- Frank Golley (1993): A History of the Ecosystem Concept in Ecology. New Haven: Yale University Press
- Engelbert Schramm (1984): Ökologie-Lesebuch. Ausgewählte Texte zur Entwicklung des ökologischen Denkens. Frankfurt a.M.: S. Fischer
- Ludwig Trepl (1986): Geschichte der Ökologie. Frankfurt a.M.: Athenäum